# ソウル・キス
ソウル・キス（英: Soul Kiss Cocktail）は、スイート・ベルモットとドライ・ベルモットを用いるカクテル。

## レシピの例
材料
- ドライベルモット - 2/6
- スイートベルモット - 2/6
- デュボネ - 1/6
- オレンジジュース - 1/6

作り方
1. 氷とともに全ての材料をシェイクし、カクテルグラスに注ぐ。

サヴォイ・カクテル・ブックでは上記のレシピをナンバー1とし、スイートベルモットをカナディアン・クラブ・ウイスキーにかえたレシピをナンバー2として掲載している。
材料
- ドライベルモット - 2/6
- カナディアン・クラブ・ウイスキー - 2/6
- デュボネ - 1/6
- オレンジジュース - 1/6

作り方
1. 氷とともに全ての材料をシェイクし、カクテルグラスに注ぐ。
2. スライスオレンジを飾る。